# Ida Schwetz-Lehmann
Ida Schwetz-Lehmann (26. dubna 1883 Vídeň – 26. září 1971 Vídeň) byla rakouská keramička a sochařka českého původu, specializovaná na drobnou plastiku, zaměstnaná ve Vídeňských uměleckých dílnách Wiener Werkstätte a spolupracující s vídeňskou porcelánkou v Augarten a s keramickou továrnou Schleiss v Gmundenu.

## Život a dílo
Narodila se ve Vídni jako nejstarší ze tří dcer Bruna Lehmanna (* 1847), pomocného sochaře. Při sčítání obyvatel v roce 1900 žily tři dcery Ida, Adele (* 1886) a Anna (* 1888) v Brně v Ugartově ulici s otcem vdovcem a se strýcem, penzistou Hugem Lehmannem (* 1843). Ida po ukončení školy roku 1904 odjela za svými výtvarnými zájmy zpět do Vídně, kde až do roku 1911 studovala na Uměleckoprůmyslové škole u Michaela Powolného, Josefa Breitnera a Franze Metznera. V roce 1912 se provdala za malíře a grafika Karla Schwetze ((* 1888), rodáka z Dolních Kounic..
V roce 1911 Ida Schwetz-Lehmann založila společně s Rosou Neuwirth a Helenou Johnovou keramickou pracovní společnost Keramische Werkgenossenschaft.
Po dokončení studií pracovala Ida Schwetz-Lehmann v letech 1912 až 1923 pro Wiener Werkstätte. Pro vídeňskou porcelánku v Augarten vytvořila četné figurální návrhy – drobné plastiky tanečnic, dětí, matek s dětmi a dalších typů, z vosku, pro porcelán a keramiku, ve 20. letech ve stylu art deco. Její návrhy byly často provedeny různými malíři porcelánu v různobarevných variantách a s odlišným dekorem.
Kromě zakázek pro Wiener Werkstätte (keramika z pálené hlínyː majolika nebo kamenina) pracovala také pro Keramos AG, pro karlovarský Epiag, Pirkenhammer v Březové u Karlových Varů, Wienerberger Ziegelwerke A.G. a manufakturu keramiky v Gmundenu. 
Drobné plastiky Idy Schwetz-Lehmann byly velmi populární, byly vystaveny a oceněny na různých výstavách, včetně proslulé výstavy Internationale des arts décoratifs et industriels v Paříži v roce 1925, po které styl art deco dostal své pojmenování.
Ida Schwetz-Lehmann byla členkou rakouského Werkbundu, asociace pro podporu německého umění a německé kultury, a členkou Asociace umělkyň v Rakousku.
Za své úspěchy byla v roce 1926 oceněna Čestnou cenu města Vídně za výtvarné umění.